# Chillicothe (Iowa)
Pour les articles homonymes, voir Chillicothe.
Chillicothe est une ville, du comté de Wapello, en Iowa, aux États-Unis. Elle est fondée en 1849 et incorporée le 22 décembre 1881. 

## Source de la traduction
- (en) Cet article est partiellement ou en totalité issu de l’article de Wikipédia en anglais intitulé « Chillicothe, Iowa » (voir la liste des auteurs).